# Telefoni
Telefoni (af tele – afstand og foni – tale) er et begreb indenfor telekommunikation, der refererer til brug af udstyr til stemmekommunikation over afstand. Telefoni udføres ved brug af udstyr, der kaldes telefoner.
Telefoni kan inddeles efter hvilket netværk og hvilket type telefon, der benyttes til telefoni. Benyttes en kablet forbindelse benyttes udtrykket fastnettelefoni. I nyere tid har fastnettelefoni gjort brug af VoIP, en digital teknologi, der kræver en fast internetforbindelse.
Trådløs telefoni er telefoni ved brug af trådløse teknologier, hvilket omfatter biltelefoni, mobiltelefoni og satellittelefoni.